# Formica canadensis
Formica canadensis é uma espécie de formiga do gênero Formica, pertencente à subfamília Formicinae.